# Oss'
Het Oss', of Osse dialect, is het Brabantse dialect van de stad Oss en maakt deel uit van het Maaslands streekdialect.

## Ontstaan

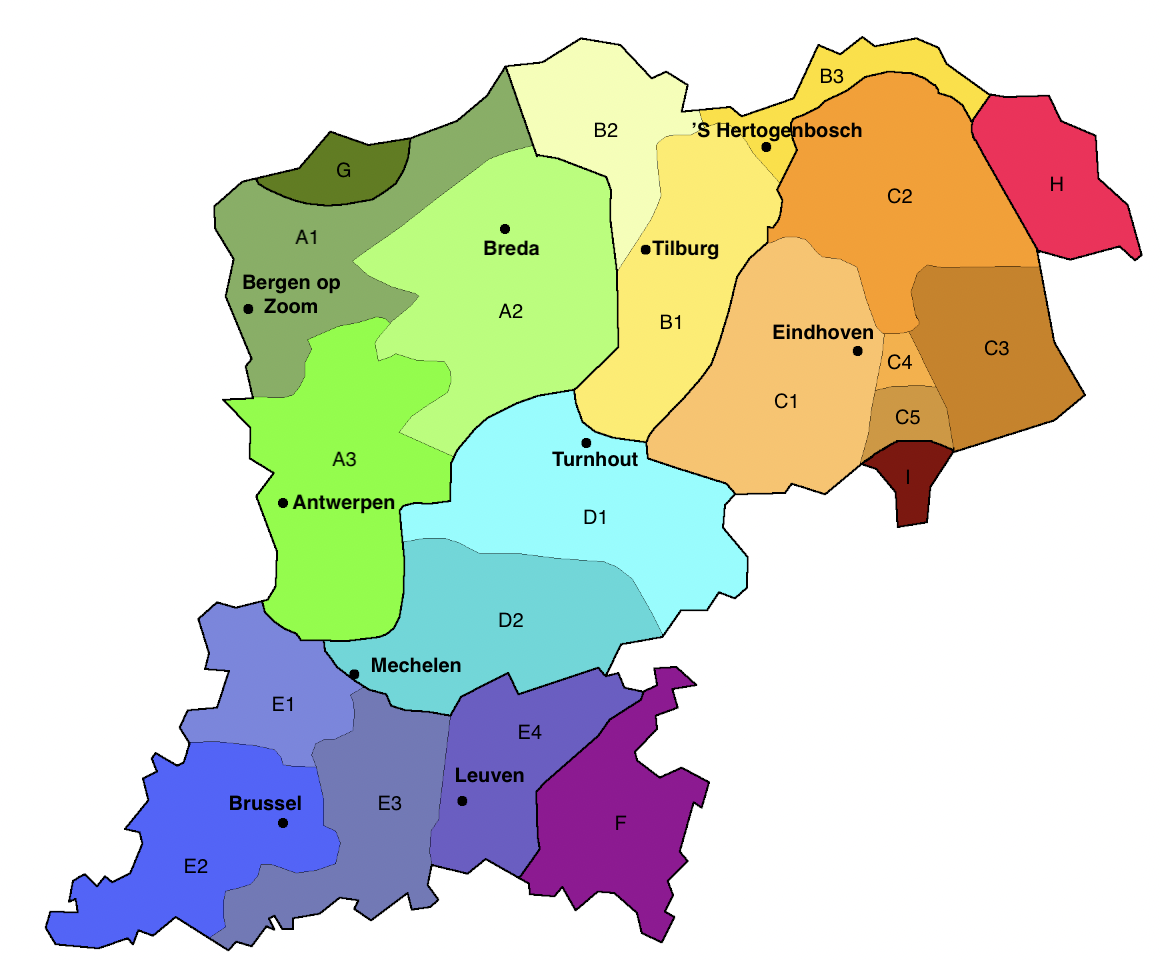
De Brabantse dialecten, waarbij het Oss' valt onder het Maaslandse dialect (B3)

Het Oss' wordt gezien als een overgangsdialect dat is ontstaan door een historisch betere economische situatie dan de omliggende plaatsen.
De Osse stadsarchivaris en heemkundige Jan Cunen plaatste dit in een context door te stellen dat Oss altijd een centrum geweest is van handel voor de hele omgeving. Vanaf de vroegste tijden was het de voornaamste plaats uit de streek. Als hoofdplaats van een van de vier kwartieren van de Meijerij aangewezen als middelpunt van handel. In het midden van de 19e eeuw kwamen handelaren vanuit zowel de Maasdorpen als Berlicum, Den Dungen, Zeeland en Boekel met hun producten naar Oss.
Behorende tot het Brabantse dialect, dreigt ook het Oss' te verdwijnen.

## Kenmerken
Het Osse dialect kenmerkt zich in tegenstelling tot de andere Maaslandse dialecten door oew- en aaj- klanken. Waar in veel omliggende Maaslandse en Meierijsche dorpen de oo en èi klanken voorkomen is dit in Oss niet het geval.
In Oss wordt de 'ij' uitgesproken zoals in het Nederlands. Maar in woorden met 'ei' (wei, prei, maand mei, hei, enz.) klinkt de 'ei' dus als aaj. Poten klinkt op z'n Oss als poewten en bomen als beujm, benen als biejn en tenen als tiejn.
Daarentegen blijven peren en meren in het Oss' peren en meren.
Ook de Nederlandstalige 'i' klanken kennen meestal een andere vorm in het Oss'. Kind is keind en wind is weind.
Verder is kenmerkend voor het Oss' dat bij woorden als 'huis' en 'muis' de 'ui' vervangen wordt door 'ou': mous en hous. Zo is 'ik ga naar huis toe': Ik doe op hous oan.
In het Oss' komen veel woorden voor die in enkel- en meervoud hetzelfde zijn: een teen, twee tenen is enne tiejn, twieje tiejn. Of bij het woord aardappel(en): ennen erpel, twieje erpel, un olling vaot erpel. Een aardappel, twee aardappelen, een heel vat aardappelen.
Het Bèrgs, het dialect uit Berghem, heeft veel raakvlakken met dat uit Oss.

### Geografische en sociale verschillen.
Binnen het Osse dialect werden tot ten minste eind jaren 70 van de 20ste eeuw verschillen waargenomen tussen het centrum en de bebouwing daarbuiten. De bewoners van het centrum waarvan 'de Heuvel' het middelpunt is gebruikten het dialect op andere wijze dan de bewoners van buiten het centrum. De Heuvelbewoners werden door hen gekscherend als 'die sèpschijters van den Heuvel' aangeduid (Sèp is drop in het Oss').
Op de Heuvel lag bij de woorden 'lopen, poten, grote' enz. de nadruk op de ô van Rhône. In de meeste boeken, artikelen en audiofragmenten is het Oss' van buiten het centrum de standaard, waardoor de oe-klanken de overhand hebben genomen in plaats van de ô.

## Terminologie
Op online fora en in krantenartikelen ziet men de term Ossisch of Ossies regelmatig terugkomen. Taal technisch is dit echter niet juist. Het is immers ook Bosch en niet Boschisch of Bossies. De dialectschrijvers hanteren Oss' , het Osse dialect of sporadisch Ossetong.

## Belangrijke werken
Gerard Ulijn, geboren en getogen Ossenaar maakte in 1979 samen met Tilburger Ad van Drunen een LP met teksten, gedichten en muziek in het Oss' genaamd 'Un pepke buurte'.
Daarnaast heeft Ulijn de woordkeuze verzorgd van het 'Osse Leesplènkske' dat in 2005 werd uitgegeven door het Brabants Dagblad. Op dit alternatieve leesplankje staan een aantal Osse woorden afgebeeld: galgen, tins, kroesels, snufferkes, sèp, scholk, griesel, bazzeloen, grùtje, konthamer, zeejg, mot, derke, flodderbòn, slieps, sneevel en slibberen.
De Berlicumse schrijver Cor Swanenberg beschrijft in zijn boek '...diej he' wà...' de verschillen tussen het Osse dialect en de dialecten van de Meiereische en Maaslandse dorpen. Als hij in de jaren '50 van de 20ste eeuw in Oss naar school gaat bemerkt hij in hoeverre de Osse tongval anders is dan het plat dat hij gewend is uit de rest van de omgeving.
Riny Boeijen gaf in 2017 samen met Cor Swanenberg een cursus dialect op de Volksuniversiteit Oss.
Stichting Hart voor Oss promoot het Osse dialect door uitspraken en wijsheden uit te brengen op tegels en T-shirts. De stichting werkt zonder winstoogmerk. Alle opbrengsten worden geïnvesteerd in nieuwe projecten voor de stad.